# Ballets Russes (серия книг)
«Ballets Russes» — серия мемуаров выдающихся артистов балета и балетмейстеров, имевших непосредственное отношение к Русскому балету Дягилева, созданная в 1992—1999 году московским издательством «Артист. Режиссёр. Театр» при участии ведущих российских балетоведов. Все книги серии были впервые изданы в России.

## О серии
«Шаг за шагом издательство "Артист. Режиссёр. Театр" ликвидирует с помощью серии "Ballets Russes" досадные пробелы в нашем знании о таком многоликом и уникальном явлении, как Русский Балет.»
— Г. Онуфриенко

«Сейчас в мире мода на дягилевскую эпоху: много книг, спектаклей, балетов. И сколько в них пошлости, сплетен, дурного вкуса и вранья. Великий авангардист Сергей Павлович Дягилев полвека спустя своей беспримерной эпопеи сам стал героем бульварного искусства и бульварной литературы, чуть ли не попсы. Серия "Ballets russes" и была задумана с тем, чтобы противостоять этому мутному потоку.»
— В. Гаевский

## Издания серии
- Тихонова Н. Девушка в синем / Чистякова В.. — М.: Артист. Режиссёр. Театр, 1992. — 372 с. — (Ballets Russes). — 25 000 экз. — ISBN 5-87334-064-1.
- Кшесинская М. Воспоминания. — М.: Артист. Режиссёр. Театр, 1992. — 414 с. — (Ballets Russes). — 25 000 экз. — ISBN 5-87334-066-8.
- Григорьев С. Балет Дягилева / Чистякова В.. — М.: Артист. Режиссёр. Театр, 1993. — 384 с. — (Ballets Russes). — 5000 экз. — ISBN 5-87334-002-1.
- Лифарь С. Дягилев и с Дягилевым. — М.: Артист. Режиссёр. Театр, 1994. — 480 с. — (Ballets Russes). — 5000 экз. — ISBN 5-87334-005-6.
- Дневник Вацлава Нижинского. Антология / Гаевский В.. — М.: Артист. Режиссёр. Театр, 1995. — 272 с. — (Ballets Russes). — 5000 экз. — ISBN 5-87334-008-0.
- Мясин Л. Моя жизнь в балете / Суриц Е.. — М.: Артист. Режиссёр. Театр, 1997. — 366 с. — (Ballets Russes). — 3000 экз. — ISBN 5-87334-012-9.
- Нижинская Б. Ранние воспоминания. — М.: Артист. Режиссёр. Театр, 1999. — Т. 1. — 352 с. — (Ballets Russes). — 2500 экз. — ISBN 5-87334-032-3.
- Нижинская Б. Ранние воспоминания. — М.: Артист. Режиссёр. Театр, 1999. — Т. 2. — 320 с. — (Ballets Russes). — 2500 экз. — ISBN 5-87334-033-1.